# Artoria hospita
Artoria hospita is een spinnensoort in de taxonomische indeling van de wolfspinnen (Lycosidae).
Het dier behoort tot het geslacht Artoria. De wetenschappelijke naam van de soort werd voor het eerst geldig gepubliceerd in 2002 door Cor J. Vink.